# Betamax
Betamax est un format d'enregistrement vidéo analogique sur cassette à bande de 1/2 pouce, soit 12,7 mm. Format créé par Sony en 1975, il est destiné aux enregistrements de télévision grand public. D'autres fabricants ont également produit des magnétoscopes Betamax, sous le nom Betacord : Toshiba, Pioneer, Aiwa, NEC, Zenith Electronics, Wega (Wuerttembergische Radio-Gesellschaft mbH) et Sanyo. Dérivé de l'ancien format professionnel Beta de 3/4 de pouce, soit 19,1 mm également désigné U-matic. En 1985, son concurrent le format VHS domine en dépit de performances qualitatives inférieures. 
Commercialisé en 1983, le premier caméscope Betamovie de Sony a exploité le format Betamax.

## Betamax contre VHS
La raison du succès de la VHS sur le Betamax réside dans sa capacité d'enregistrement plus importante. En effet, RCA avait demandé une capacité d'enregistrement de 4 h, ce que Sony avait refusé (le Betamax avait alors une capacité de 1 h). Ses ingénieurs pensaient en effet que la qualité vidéo aurait été trop dégradée en faisant passer la vitesse de défilement de la bande de 4  à   2 cm/s et en rétrécissant la piste vidéo. Matsushita (Panasonic), malgré les protestations de JVC, fournit le mode LP (durée d'enregistrement doublée par ralentissement du défilement de la bande), ce que demandait RCA. Le rapport prix/capacité d'enregistrement et le marketing des magnétoscopes VHS furent décisifs.
La qualité du Betamax était alors légèrement meilleure que celle de la VHS, mais l'introduction des vitesses B-II et B-III (capacités d'enregistrement de respectivement 2 et 3 h) réduisit la qualité du Betamax, qui devint comparable à celle de la VHS.
Vers 1978, Sony créa la cassette L-830 qui promettait une durée d'enregistrement de 5 heures (en β-III), ce qui était assez proche de la T-120 de la VHS qui elle promettait six heures en EP.
Le format de cassette et de bande du Betamax a été conservé dans l'élaboration des systèmes professionnels Betacam, Betacam SP et Betacam numérique.
Une théorie serait que l'industrie pornographique aurait joué un rôle crucial dans le succès du VHS. Cependant, le contenu pornographique était aussi disponible en Betamax (Playboy Enterprises publiait leurs vidéos dans les deux formats). En outre, le marché pornographique est trop restreint pour avoir un impact durable.
Une autre théorie est qu'avec sa capacité d'enregistrement de 4 heures, le VHS permettait d'enregistrer le Super Bowl en intégralité sans changer de cassette, ce qui aurait été un élément crucial aux États-Unis.

## L'affaire Betamax
Cette affaire judiciaire américaine, opposant en 1984 Sony aux studios Universal et Disney, traitait de l'autorisation ou non des magnétoscopes, qui pouvaient permettre de violer les droits d'auteurs. La conclusion du procès, qui a fait jurisprudence, a été que le magnétoscope enregistreur ne permettait pas seulement d'enregistrer des programmes protégés par les droits d'auteurs, et qu'ainsi, on n'allait pas interdire un outil par présomption de culpabilité.

## Fin de production
Le 10 novembre 2015, Sony annonce l'arrêt de la production des Betamax à partir de mars 2016, après quarante et un ans de production (mais aucun lecteur n'étant sorti depuis 2002). Seul le marché japonais était fourni en cassettes.